# عقيفة
عُقَيْفَة وتعرف باسم أظافر الشيطان (الاسم العلمي: Gryphaea)، جنس محار منقرض، من الرخويات ذوات الصدفتين البحرية وفصيلة العقيفيات.
تتراوح هذه الأحافير من العصر الترياسي إلى العصر الباليوجينيالأوسط، لكنها تقتصر في الغالب على العصر الترياسي والجوراسي. وهي شائعة بشكل خاص في أجزاء كثيرة من بريطانيا.